# キンクス
キンクス (英語: The Kinks) は、イギリスのロックバンド。1963年に、ロンドン北部のマスウェル・ヒルでレイとデイヴのデイヴィス兄弟によって結成され、1964年にデビューした。アメリカ合衆国ではブリティッシュ・インヴェイジョンのグループの一つとして分類され、当時のロック界に対して重要な影響を与えたバンドとして見なされる。
音楽性にはブリティッシュ・インヴェイジョン、ロック・オペラ、ブリティッシュ・ビート、フォーク、カントリー等が含まれる。レイ・デイヴィス（リードヴォーカル、リズムギター）、デイヴ・デイヴィス（リードギター、ヴォーカル）は長いバンドの歴史における不動のメンバーだった。他のオリジナルメンバーはピート・クウェイフ（ベース、ヴォーカル）とミック・エイヴォリー（ドラムス、パーカッション）である。ジョン・ダルトンが1969年にクウェイフに代わって加入、ボブ・ヘンリットがエイヴォリーに代わって1984年に加入した。ダルトンは1978年に脱退、代わってジム・ロッドフォードが加入した。ニッキー・ホプキンスは1960年代中盤のスタジオセッションに参加している。後に様々なキーボード奏者が参加したが、その中ではジョン・ゴスリング、イアン・ギボンズがフルタイムメンバーとして参加した。
キンクスの最初のヒット曲は1964年のサードシングル、レイ作曲の「ユー・リアリー・ガット・ミー」であった。同曲は世界的なヒットとなり、イギリスではチャート1位、アメリカではトップ10を達成した。1960年代中盤から70年代初頭にかけてグループは、商業的には成功したものの批判も受けた一連のシングルとアルバムをリリースした。それらの曲およびコンセプト・アルバムはイギリスの文化 (Culture of England) およびライフスタイルを強く反映し、レイの観察による作曲スタイルは評判が高まった。『フェイス・トゥ・フェイス』、『サムシング・エルス』、『ヴィレッジ・グリーン』、『アーサー』、『ローラ対パワーマン』、『マスウェル・ヒルビリーズ』といったアルバム、及び一連のシングルは当時の最も影響力を持った作品群と考えられる。キンクスのその後の演劇風コンセプト・アルバムは以前と比べ成功しなかったが、バンドは1970年代後半と1980年代初期の復活を経験した。なお、ヴァン・ヘイレン、ザ・ジャム、プリテンダーズなどのバンドがキンクスの曲をカヴァーししている。1990年代にはブラーやオアシスといったブリットポップバンドが彼らに大きく影響を受けたと語っている。キンクスは1996年に解散した。原因は末期のアルバムの商業的失敗およびデイヴィス兄弟の作曲に関する緊張関係であった。
アメリカのビルボードチャートで5枚のシングルをトップ10入りさせている。また、アルバム9作がトップ40に入った。イギリスでは17曲がトップ20シングルに入り、5作がトップ10アルバムとなった。4つのアルバムがRIAAのゴールドアルバムとなる。数々の栄誉から「イギリス音楽界に対する顕著な功績」を与えたことでアイヴァー・ノヴェロ賞を受賞した。1990年にはロックの殿堂入り、2005年11月にはイギリス音楽の殿堂入りを果たした。「ローリング・ストーンの選ぶ歴史上最も偉大な100組のアーティスト」において第65位。

## 歴史

### 結成 (1962年-1963年)

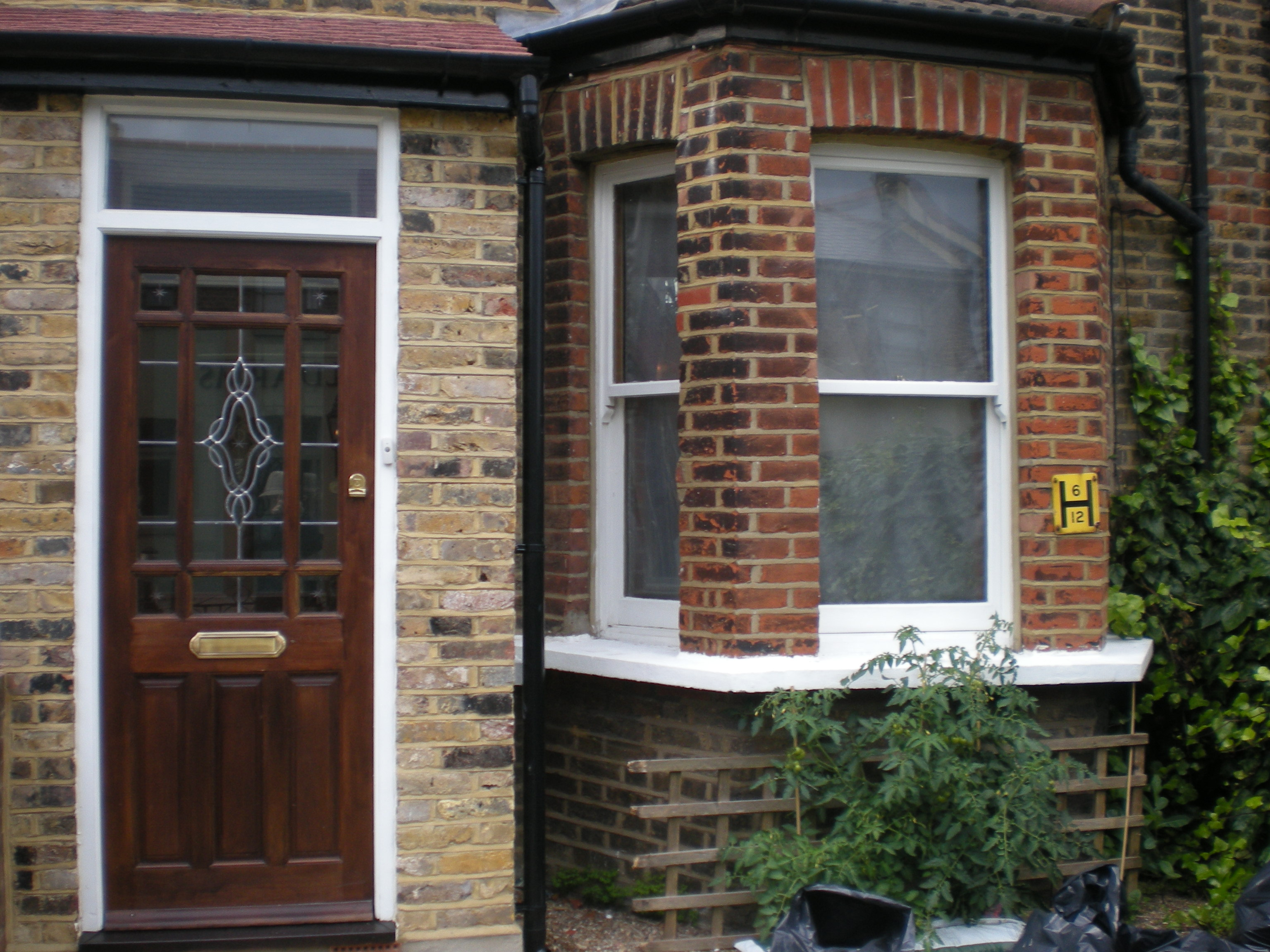
デイヴィス兄弟が幼少時に暮らした家

デイヴィス兄弟はロンドン北部郊外のイースト・フィンチリーに生まれる。一家の8人の子どもの中で下からの2人の男の子で、上の6人は女の子であった。父親のフレデリック・デイヴィスおよび母親のアニーはまもなくマスウェル・ヒルに隣接する郊外地、フォーティス・グリーンのデンマーク・テラス6番地に転居する。兄弟は両親の世代が親しんだミュージックホールやジャズ、姉たちが楽しんだ初期のロックンロールまで様々な音楽に没頭することとなった。特に彼らの家のフロントルームで行われた、徹夜のパーティは兄弟に深い印象を与えた。トーマス・キットは「これらのパーティはキンクスに非常に影響を与えている。ステージでのレイは、カオスやビール、歌があった土曜の夜のファミリーパーティを再現しようとしているように見えた。」と記している。レイ・デイヴィスは3歳年下のデイヴ・デイヴィスとギターの奏法を学び、共にスキッフルやロックンロールを演奏した。
兄弟はウィリアム・グリムショー・セカンダリー・モダンスクール（後にトーリントン・グラマースクールと合併しフォーティスメア・スクールとなる）に入学し、そこでレイの友人ピート・クウェイフ、クウェイフの友人ジョン・スタートと共にレイ・デイヴィス・カルテットを結成する。彼らはデイヴィスの不在時にはピート・クウェイフ・カルテットと名乗った。学校のダンス会で初舞台を踏み好評を博したバンドは、パブやバーでの演奏を始めた。バンドには何人もヴォーカリストが交代で在籍したが、その中で最も有名になったのはロッド・スチュワートである。スチュワートはグリムショーの生徒であり、1962年初頭に少なくとも1度は演奏に加わっている。スチュワートはまもなく自身でロッド・スチュワート・アンド・ザ・ムーンレイカーズを結成し、地元におけるレイ・デイヴィス・カルテットの競争相手となった。
1962年末にレイは自宅を離れ、ホーンジー・カレッジ・オブ・アートに入学する。彼は映画、美術、演劇、さらにジャズやブルースなどの音楽をも関心をもって追求した。12月にアレクシス・コーナー率いるブルース・インコーポレイテッドが学校で演奏を行った時、レイはアレクシス・コーナーにアドバイスを求めた。彼はレイにヤードバーズの前任マネージャーだったジョルジオ・ゴメルスキーを推薦した。こうしてレイはソーホーを拠点としてジャズやリズム・アンド・ブルースを演奏したプロのバンド、デイヴ・ハント・バンドに加わった。。数日後の大晦日、レイ・デイヴィス・カルテットはライセウム劇場で、ヴァイオリニストのシリル・ステイプルトンのバンドとして演奏した。彼はレイ・デイヴィス・カルテットに残りながら、チャーリー・ワッツが一時的にドラムとして加入していた、デイブ・ハント・バンドにも参加した。
1963年2月、レイはピーター・バーデンスがピアニストとして在籍していたハミルトン・キング・バンドに入るためにデイブ・ハント・バンドを脱退した。春学期の終わりに彼はホーンジー・カレッジ・オブ・アートを去り、公立美術学校のセントラルスクール・オブ・アートアンド・デザインに映画を勉強するために入学した。この頃、彼らは名前をラムロッズに変えた。レイは1963年のバレンタインデーにホーンジータウンホールで行われたキンクス(レイ・デイヴィス・カルテット)の最初のギグについて言及している。その後、ハミルトン・キング・バンドは解散したがラムロッズは活動を続け、ボー・ウィーヴィルズなどに名称を変え、最終的にレイヴンズに落ち着いた。
結成間もないグループはマネージャー2名、グレンヴィル・コリンズとロバート・ウェイスを雇い、1963年後半には元歌手のラリー・ペイジを3人目として雇った。アメリカ人プロデューサーであるシェル・タルミーが担当につき、ビートルズのプロモーターだったアーサー・ハウズがレイヴンズの仕事を管理するために残された。。バンドは1964年初めまで様々なレーベルから契約を拒まれるが、タルミーがパイ・レコードとの契約をとりまとめた。この期間に彼らは新たなドラマー、ミッキー・ウィレットを加入させたが、ウィレットはバンドがパイとの契約に署名する前に脱退した。レイヴンズは『メロディ・メイカー』誌に広告を掲載していたミック・エイヴォリーをウィレットの後任として招き入れた。エイヴォリーはジャズ出身のドラマーで、結成間もないローリング・ストーンズとの共演を1度経験していた。
この頃、バンドは名前をザ・キンクスに改称した。その由来については様々な説がある。ジョン・サヴェージは「彼らは注目を集めるための何かが必要だった。『キンキネス Kinkiness』(変態)という言葉に由来するキンクスは話題に富んでいていたずらな名前だが、許容できるものだった。彼らはキンクスを名前に採用した時、暴挙を通して有名になるという、昔からのポップスの習慣に沿っていた」と分析している。マネージャーのロバート・ウェイスは「私の友人はレイ達のバンドが、かなり面白いと思っていた。私の記憶が正しければ、彼はバンドをアピールするのに、良い名前を思いついた。私たちがバンドのメンバーにその名前を伝えた時、彼らは完全にぞっとして、『僕たちは変態だとは呼ばれたくない』と言った」と語っている。ただレイとウェイスでは見解が異なっている。レイはラリー・ペイジが、「君たちの見た目、着ている服から『キンクス』と呼ばれるべきだ」と語り、彼らの変なファッション感覚から思いついたとしている。。またレイは「僕はその名前を本当に好きだと思ったことは一度も無い」と述べている。

### 初期(1964年-1966年)
キンクスのデビューシングルは、リトル・リチャードのカバー「のっぽのサリー」であった。スタジオではバンドの友人であったボビー・グラハムがドラムを演奏している。彼はその後も時折エイヴォリーの代役としてスタジオでの録音に参加し、初期の「ユー・リアリー・ガット・ミー」や「オール・オブ・ザ・ナイト」、「ウェイティング・フォー・ユー」などのシングル数枚にその演奏が収められている。「のっぽのサリー」は1964年2月に発売されたが、マネージャーによる宣伝活動にもかかわらず、全く注目されなかった。セカンドシングル「ユー・スティル・ウォント・ミー」もチャートに到達できなかったことを受け、パイは3枚目のシングルがヒットしなかったら契約を破棄すると警告した。
1964年6月15日、パイのスタジオでレイはアメリカのブルースやキングスメンの「ルイ・ルイ」に影響され、「ユー・リアリー・ガット・ミー」を録音した。しかしこの演奏は最終的に発売されるテイクよりテンポも遅く、満足のいかない物だった。レイは無駄のないセッションで再録音を要求したが、パイはこのセッションへの投資を拒否した。膠着した交渉の結果、プロデューサーのタルミー自身がこのセッションを引き受けることにした。バンドはIBCスタジオで、7月15日に2つのテイクを録音した。こうして8月に「ユー・リアリー・ガット・ミー」は遂に発売された。レディ・ステディ・ゴーでの演奏や、広範囲な海賊ラジオの放送で8月15日にはチャートに到達し、9月19日に全英1位を獲得した。同作は急遽アメリカ合衆国でもリプリーズ・レコードより発売され、トップ10のヒットとなる。ディストーションの効いたギターリフは、デイヴによって彼のエルピコ・アンプ（バンドは「小さな緑のアンプ」と言及している）の意図的に損傷させられたスピーカー・コーンから発せられ、荒々しいギターサウンドを印象づけた。「ユー・リアリー・ガット・ミー」はアメリカのガレージロックに大きな影響を与え、「ハードロックとヘビーメタルの設計図となった曲」と言われた同曲の発売後まもなく、彼らはデビューアルバムとなる『キンクス』用の曲を録音した。カヴァー曲とアレンジされた楽曲が多数収められたデビューアルバムは1964年10月2日に発売され、イギリスでチャート4位を達成した。3週間後にオリジナルでハードな「オール・オブ・ザ・ナイト」が、フォースシングルとして発売され、イギリスで2位、アメリカで7位を獲得した。次のシングル「セット・ミー・フリー」「ウェイティング・フォー・ユー」もヒットし、後者はイギリスのシングルチャートで1位を獲得した。

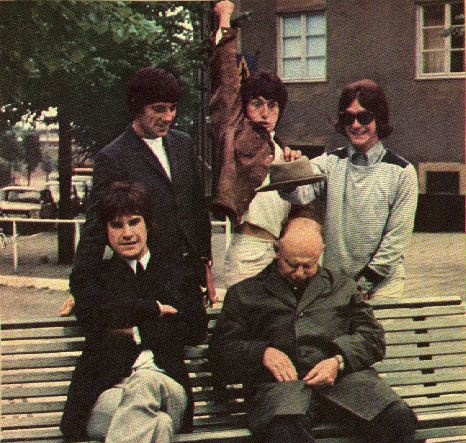
キンクス、1965年スウェーデンツアーで

1965年4月、キンクスは初のオーストラリア・ニュージーランドツアーをパッケージツアーの一部として行った。同行ミュージシャンはマンフレッド・マンとハニカムズであった。徹底的な日程が組まれ、年間を通して様々なパッケージツアーを行ったキンクスは、ヤードバーズやミッキー・フィンといったミュージシャンと共にヘッドラインを飾った。5月19日、カーディフのキャピトル・シアターでの演奏中にデイヴとエイヴォリーが乱闘を起こし、バンドに緊張が走った。一曲目の「ユー・リアリー・ガット・ミー」が終了すると、デイヴがエイヴォリーを侮辱し、ドラムセットを蹴り倒した。エイヴォリーはこれに応じてハイハットのスタンドでデイヴを殴って意識不明にした。彼はデイヴを殺してしまったと思い、現場から逃走した。デイヴはカーディフ王立病院に運び込まれ、頭を16針縫うこととなった。エイヴォリーは後に警察に釈明するため、バンドのメンバーがお互いに楽器を投げつける新しい｢表現｣を行った際の事故であったと主張した。年央に行われたアメリカツアーの後、米国音楽家連盟は続く4年間にわたって、アメリカでの演奏禁止処分を下した。事実上、ブリティッシュ・インヴェイジョンが最高潮に達する中、ロックの主要市場からキンクスは排斥されることとなった。キンクスも音楽家連盟も演奏禁止の理由を明かさなかったが、当時それは彼らがステージ上で粗暴な振る舞いを続けた結果と考えられた。1965年、ディック・クラークの「ホエア・ジ・アクション・イズ」の収録が、アメリカでの演奏禁止を招いたともされている。レイは自伝で次のように回想している。「僕たちはディック・クラークから『ビートルズの後追いに過ぎない』と非難された。それから彼はブリティッシュ・インヴェイジョンに対して『ビートルズが成功したのをいいことに、イギリスのマッシュルームカットでニキビ顔の少年達が、アメリカでキャリアを積むことができると思っている』と批判した。このような口撃を受け、AMFは彼らをアメリカから追放した。
バンドはオーストラリアおよびアジアツアーの間にインドのボンベイに立ち寄った。レイはそのときの体験を元に「シー・マイ・フレンズ」を書き、同曲を1965年7月にシングルとして発売した。これは初期のクロスオーバーの一例で、インドの伝統音楽の影響を受けた最初のポップソングの1つだった。レイは自叙伝『エックス・レイ』において、早朝の散歩の間に地元の漁師の歌を聴き、それが「シー・マイ・フレンズ」を書くきっかけとなったと語っている。
僕は起きて浜に行き、地元の漁師がやって来たのを覚えている。遠くで聞こえていた漁師の詠唱が徐々に近づいてきて、網を運んでくる様子を見ることができた。僕はオーストラリアに着くと多くの曲を書き、シー・マイ・フレンズはその一つだった。
音楽史家ジョナサン・ベルマンは、「シー・マイ・フレンズ」が同時代のミュージシャンに「大きな影響を与えた」と主張する。またビートルズの「ノルウェーの森」がポップソングとして、初めてシタールが使用された曲であったが、キンクスの「シー・マイ・フレンズ」がリリースされた後に録音された」とも書いている。ザ・フーのピート・タウンゼントも影響を受けたと言及し、「『シー・マイ・フレンズ』を聴いた時、『神よ、彼がまたやった。新しい物を発明した』と思った。最初の合理的な持続低音の使用例であり、ビートルズがやったよりはるかに早く、はるかに良かった。それは東洋のサウンドというよりもヨーロッパのサウンドだった。しかし、力強く、正当な東洋の影響を受け、ヨーロッパの民族音楽をルーツに持つものだった」と書いた。1960年代にキンクスやビートルズ、ザ・フーと友人関係にあったバリー・ファントーニは「私は『シー・マイ・フレンド』を鮮やかに覚えていて、注目に値するポップスだと思う。夜、ビートルズのメンバーと共に、グラモフォンの周りでダラダラとこの曲を聴いた。『このギターはシタールのように聞こえる、そこからアイデアを得ないといけない』って話しながらね。」と言っている。それまでのポップスから急激に離れた「シー・マイ・フレンド」はアメリカでは不評であることが判明し、イギリスでは11位を達成したが、アメリカでは111位と失速した。
セカンドアルバム『カインダ・キンクス』の録音はアジアツアーからの帰国翌日から始まり、12曲中の10曲を自作曲が占めた同作は2週間以内に発売された。。レイによると、バンドは最終的なカットに完全に満足したわけでは無かったが、レコード会社からの圧力により、ミックスにおける欠点を修正するための時間は無かった。レイは後に「もっと注意を払うべきだった。プロデューサーのシェル・タルミーは荒々しいエッジを維持しようとして、あまりにも行きすぎていたと思う。ファーストアルバムよりは良い曲があったが、もっといい物にできたと思う」と不満を表現した。
重要なスタイルの変化は1965年後半の「ウェル・リスペクテッド・マン」、「キザな奴」といったシングル、サードアルバム『キンク・コントラヴァーシー』で明らかになった。セッション・ミュージシャンのニッキー・ホプキンスが初めてキーボードで参加した。これらの作品は、レイの作曲スタイルの進化を示すものであった。ハードなロックナンバーから、社会風刺に富み観察と特有の人物描写がされ全てにユニークなイギリスの風味がまぶされた作品群であった。皮肉がちりばめられた「サニー・アフタヌーン」は1966年夏のイギリスにおける最大ヒットとなり、ビートルズの「ペイパーバック・ライター」に代わってチャート1位を獲得した。「キンク・コントロヴァーシー」リリース前、レイはツアーと作曲のプレッシャー、進行中の法廷闘争による神経症に苦しめられた。休養回復の間に彼は幾つかの新曲を書き、バンドの方向性を熟考した。クウェイフは交通事故に遭遇し、回復後は1966年の活動から退くことを決定した。ジョン・ダルトンが代役として加入し、クウェイフが復帰する年末まで活動した。
「サニー・アフタヌーン」はアルバム『フェイス・トゥ・フェイス 』のための先行試験作であり、レイの人々と日常生活に対する優しいながらも鋭い観察眼による作曲能力の向上が顕著に示された。ニッキー・ホプキンスがセッションに復帰、様々な鍵盤楽器を担当し、その中にはハープシコードも含まれた。彼は続く2作にも参加し、BBCでのライブ演奏にも参加、その後1968年にジェフ・ベック・グループに加わった。『フェイス・トゥ・フェイス』はイギリスで1966年10月に発売され、好意的に受け取られ8位を獲得した。アメリカでは12月に発売され、ビルボード誌では潜在的な「チャート・ウィナー」であると評されたが、135位に達しただけで、アメリカ市場でのバンドの人気低落の兆候が示された。続くシングル「危険な街角」は社会批判作であり、1966年11月に発売されイギリスではトップ10に入るヒット作となったものの、アメリカでは73位にしか達しなかった。『メロディ・メイカー』誌のボブ・ドウバーンはレイの作曲能力を「いくつかの素晴らしい歌詞と驚くべきメロディが組み合わされ偉大な作品が造られた」と賞賛した。評論家のジョニー・ローガンは「ドラマ無きキッチン・シンク・ドラマ、労働者階級の禁欲主義の静的な展望」と評した。この曲にはバンドの初のプロモーションフィルムが製作された。フィルムはロンドン北部、ケンティッシュ・タウンのハイゲート・ロードに位置する18世紀からの小さな通り、リトル・グリーン・ストリートで撮影された。

### 最盛期 (1967年-1972年)
続くシングル「ウォータールー・サンセット」は1967年5月に発売された。この歌詞は、物憂げな観察者がウォータールー駅で出会った一組の恋人達を眺めている様子を描写している。この曲は当時の映画俳優、テレンス・スタンプとジュリー・クリスティのロマンスに影響されたものだと噂された。レイは自叙伝の中でこれを否定し、2008年の取材では「それはボーイフレンドと共に新世界へ旅立つ僕の姉に関するファンタジーで、彼女らは他国に海外移住するつもりだった」と語っている。複雑なアレンジメントにもかかわらず、「ウォータールー・サンセット」の録音は10時間で完了した。デイヴは後に「僕らは違ったギターの音を得るために、もっと面白いフィーリングを得るためにたくさんの時間を費やした。結局僕らはテープ・ディレイによるエコーを使ったが、1950年代以来誰もそれを使用していなかったから、それは新しく聴こえた。僕はスモール・フェイセスのスティーヴ・マリオットがやってきてどうやってその音を得たのか尋ねたのか覚えている。僕らはしばらくトレンディになったのさ」と語っている。この曲はキンクスのイギリスにおける最大ヒット（『メロディ・メイカー』で2位）の一つであり、彼らの最も人気が高くよく知られた曲となった。音楽ジャーナリストのロバート・クリストゴーはこの曲を「最も美しい英語の歌」と呼んだ。オールミュージックの編集長、スティーヴン・トーマス・アールワインは「おそらくロックンロール時代の最も美しい歌」にこの曲を挙げた。

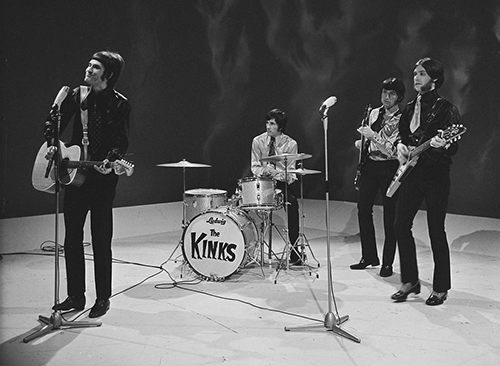
オランダのテレビ局で、1967年4月。レイ・デイヴィスはフェンダーのアコースティックギターを使用している。デイヴ・デイヴィスはギブソン・フライングVの試作モデル、シグネチャーモデルを使用している。

1967年のアルバム『サムシング・エルス』収録曲は『フェイス・トゥ・フェイス』に比べると音楽的に発展し、バンドのサウンドにはミュージックホールの影響が見られるようになった。デイヴは収録曲「道化師の死」でイギリスにおけるチャート上の成功を得た。同曲はレイとの共作でキンクスと共に録音したが、デイヴのソロシングルとして発売された。しかしながら全体的に見て、アルバムの売り上げは期待外れであり、ニューシングル「オータム・オルマナック」が代わりに10月前半に発売された。「ミスター・プレザント」に次いで発売された「オータム・オルマナック」はすぐにトップ5のヒットとなった。アンディ・ミラーは成功したにもかかわらず、同シングルはバンドの経歴における転機になったと指摘する。同曲は続く3年間における最後のイギリスでのトップ10ヒットであった。「振り返ってみれば、『オータム・オルマナック』はキンクスの問題の最初のヒントを示していた。この荘厳なシングル - イギリスの60年代ポップスの最大級の実績の一つ - は、以前のデイヴィスの作品と同様すぎると当時広く批評された」。『メロディ・メイカー』誌のニック・ジョーンズは「これはレイが灰色の郊外居住者が営む彼らのかなり理知的な毎日の生活に関する曲を書くのをやめた時なのか？...レイはフィーリングではなく公式で作曲している。そして、かなり退屈になっている」と尋ねた。DJのマイク・アハーンはこの曲を「たくさんの古いゴミ」と呼んだ。デイヴの第2弾ソロシングル『スザンナズ・スティル・アライヴ』は11月24日にイギリスで発売された。売り上げは控えめに見ても59,000枚であったが、トップ10に達しなかった。ミラーは「年末までにキンクスは急速にファッションから取り残されていった。」と述べた。
1968年早くからバンドは公演活動を取りやめ、代わりにスタジオでの作業に焦点を合わせた。バンドには自らの作品を制作する技量がほとんど無く、その後の作品はほとんど成功しなかった。次のシングル『ワンダーボーイ』は1968年の春に発売されたが、全英36位に留まった。これはバンドにとってイギリスでトップ20に達しなかった最初のシングルとなった。それにもかかわらず、ビートルズのジョン・レノンは同曲を高く評価した。レイによれば誰かがクラブでレノンを見かけ、DJに『ワンダーボーイ』をかけ続けるよう頼み続けたという。しかしながらバンド自身のこの曲に対する評価は低い。クウェイフは後に「それが嫌いだった。それはものすごかった」と語っている。キンクスの人気低下に直面しながらも、レイは商業的成功を起こし続けるための莫大に需要に反する、自身の深く個人的な作詞作曲を追求し続けた。バンドはレイが「ヴィレッジ・グリーン」と呼ぶ企画に集中するため、スタジオに長らく滞在した。バンドの商業的地位を回復させる試みとしてマネージャーは4月に1ヶ月間のパッケージツアーを企画した。会場は主にキャバレーとクラブであった。ヘッドライナーはピーター・フランプトンのバンド、ハードであった。「一般的に、ティーニーボッパー達は古くて退屈なキンクスを見に来たのでは無く、彼女らは我慢しながら『ウィー・ウォント・ザ・ハード！』のコールを、キンクスの短い演奏時間中に続けていた。」とアンディ・ミラーは論評した。ツアーは過酷で苦難の多いものであった。クウェイフは「それは非常に無味乾燥で、退屈で単純な雑役だった。...僕らは20分だけの演奏時間であったが、ステージに立って3連符を何度も何度も演奏し、それは僕を半狂乱にした」と回想している。6月末にキンクスはシングル「デイズ」を発売し、つかの間の復活を果たした。レイは「僕はその曲をフォーティス・グリーンで最初に演奏し、それを録音したのを覚えている」と語っている。「僕はローディーのブライアンと、彼の奥さん、2人の娘とそれを演奏した。彼らは曲の終わりで泣いていた。ウォータールーに行って日没を見たように本当に素晴らしかった。...それはさよならを誰かに言って、次に実際に孤独になったことを恐れに感じているようだ」「デイズ」はイギリスで12位に達し、数カ国でトップ20のヒットとなったが、アメリカではチャートに到達しなかった。
「ヴィレッジ・グリーン」は結局、1968年後半に『ヴィレッジ・グリーン・プリザヴェイション・ソサエティ』としてイギリスで発売された。イギリスの町と村落生活を題材とした描写の収集であり、それは2年前から作られ録音された曲からなった。それはイギリスとアメリカのロック評論家からほとんど満場一致で高い評価を受けてたが、売り上げは期待ほど伸びなかった。アルバムの初期の商業的失敗の原因の一つは、人気のあるシングルが不足していたことであった。本作にはある程度の成功を収めていた「デイズ」は収録されなかった。「スターストラック」は北米およびヨーロッパで発売されたが、成功しなかった。商業的には失敗した『ヴィレッジ・グリーン』（本作のタイトルは結局長かったため、オリジナルのプロジェクト名が短縮された名称として使用されるようになった）であったが、1969年1月にアメリカで発売されるとアンダーグラウンドのロック雑誌には受け入れられ、キンクスはカルト的バンドとしての人気を高めることとなった。「ヴィレッジ・ヴォイス」紙の新編集長ロバート・クリストゴーは「今までのところの年間最優秀アルバム」と本作を評した。ボストンの「フュージョン」紙は「キンクスは困難、悪意を持つプレスとそれらに示された多くにもかかわらず、伝わり続ける。...彼らの粘り強さは威厳があり、その禁欲は美徳である。キンクスは今だけ現代のドレスをまとい、永遠である」というレビューを掲載した。しかしながら、本作も批判から逃れることはできなかった。学生新聞「カリフォルニア・テック」紙ではあるライターが「感傷的なロック...想像力に欠け不十分にアレンジされた、ビートルズの貧しいコピー」と論評した。本作の発売当初、世界中での売り上げは僅か約100,000枚であったが、その後キンクスのベストセラーアルバムの最初の一枚となった。本作は現在も高い人気を維持し、2004年には3枚組のデラックス版が再発された。収録曲の一つ「絵本」はヒューレット・パッカードのCMに採用され、本作の人気を高めるのに貢献した。

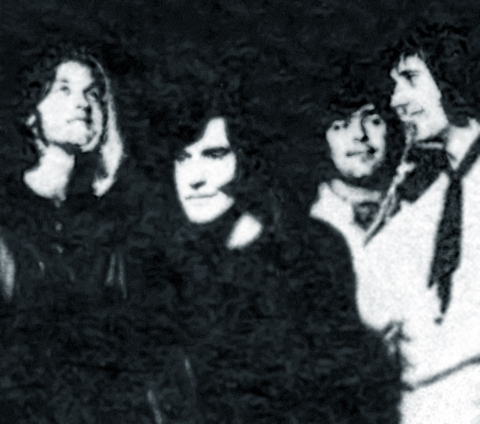
新加入したジョン・ダルトンと、1969年。左から：デイヴ・デイヴィス、レイ・デイヴィス、ダルトン、ミック・エイヴォリー

1969年前半、クウェイフはバンドに脱退を告げた。他のメンバーは彼の言葉を真剣に受け止めなかったが、クウェイフがキンクスのメンバーに告げずに結成した新バンド「メイプル・オーク」の記事が「ニュー・ミュージカル・エクスプレス」紙の4月4日号に掲載された。レイは次作のセッションのために戻ってくれるようクウェイフに嘆願したが、彼はそれを拒絶した。レイは直ちにジョン・ダルトンを呼び出した。ダルトンは過去に『フェイス・トゥ・フェイス』の頃にクウェイフの代理を務めたことがあった。ダルトンは1977年の『スリープウォーカー』の発売までバンドと共に活動した。
レイ・デイヴィスは1969年4月にロサンゼルスを訪れ、アメリカ音楽家連盟によるキンクスの活動禁止処分の解除に向けて交渉し、彼らがアメリカでのツアーに戻る機会を開いた。バンドの関係者は、アメリカの音楽業界での地位を回復するために、すぐに北米ツアーを計画した。アメリカに戻る前に、キンクスはアルバム、『アーサー、もしくは大英帝国の衰退ならびに滅亡』を録音した。前の2作と同様に、『アーサー』は特徴的なイギリスの叙情的で魅力的なフレーズに基づいていた。本作はささやかな商業的成功であり、アメリカの音楽評論家から好評を博した。提案されたが実現しなかったテレビドラマのスコアとして考案された本アルバムは、デイヴィス兄弟の子供時代のテーマを中心に展開された。兄弟の姉、ロージーは1960年代初頭に夫のアーサー・アニングと一緒にオーストラリアに移住した。アーサーはアルバムタイトルの由来となり、彼は第二次世界大戦中に成長した。キンクスは1969年10月にアメリカツアーに乗り出した。しかし、彼らは協力的なプロモーターの誘致や集客に失敗し、予定されていた公演の日程の多くを中止した。しかし、バンドはフィルモア・イーストやウィスキー・ア・ゴーゴーなどのいくつかの主要な会場で演奏することができた。
バンドは1970年初頭にキーボード奏者のジョン・ゴスリングを加えた。それまでニッキー・ホプキンスがレイと一緒のセッションでキーボードを演奏していた。1970年5月、ゴスリングは「ローラ」でキンクスと共にデビューした。これは服装倒錯者との混乱したロマンチックな出会いの曲であり、イギリスとアメリカで共にトップ10ヒットとなり、キンクスが再び世間の注目を集めるのに役立った。歌詞には元々「コカ・コーラ」という言葉が含まれていたが、BBCはプロダクトプレイスメントに対するポリシーに違反しているとして、この曲の放送を拒否した。レイ・デイヴィスは曲の一部を急いで差し替え、問題の行は一般的な「チェリー・コーラ」に変更されたが、ライヴではまだ「コカ・コーラ」が使用された。「ローラ」は両方のバージョンの録音が存在する。アルバム『ローラ対パワーマン、マネーゴーラウンド組第一回戦』は1970年11月にリリースされた。これは重要かつ商業的な成功であり、アメリカでトップ40にランクインし、1960年代半ば以来最も成功したアルバムとなった。『ローラ』の成功後、バンドは1971年に『パーシー』をリリースした。これは陰茎移植に関する同名の映画のサウンドトラックアルバムであった。主にインストルメンタルで構成されたこのアルバムは、否定的なレビューを受けることとなった。バンドのアメリカにおけるレーベルであるリプリーズは、本作のアメリカでのリリースを拒否し、バンドのレーベルからの離脱につながる大きな論争を引き起こした。アルバムのリリース直後に、キンクスとパイ、リプリーズとの契約は失効した。

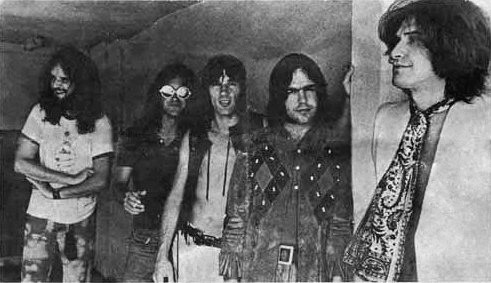
キンクス、1971年頃。左から：ジョン・ゴスリング、デイヴ・デイヴィス、ミック・エイヴォリー、ジョン・ダルトン、レイ・デイヴィス（バンドのラインナップ、1970-1976、1977-1978）

1971年の終わりまでに、キンクスはRCAレコードと5枚のアルバム契約を結び、100万ドルの前払い金を受け取った。これは、独自のレコーディングスタジオであるコンク建設の資金として役立った。RCAでのデビューとなる『マスウェル・ヒルビリーズ』は、ミュージックホールや伝統的なアメリカの音楽スタイル、カントリーやブルーグラスなどの影響を受けていた。前作ほど成功しなかったものの、それは彼らの最後の偉大な作品としてしばしば評価される。タイトルはデイヴィス兄弟が育ったマスウェル・ヒルにちなんで名付けられ、労働者階級の生活とデイヴィスの子供時代に焦点を当てた歌曲が含まれていた。『マスウェル・ヒルビリーズ』は、肯定的なレビューと高い期待にもかかわらず、レコード・ワールドのチャートで48位、ビルボードのチャートで100位が最高位であった。1972年にはカーネギー・ホールでの2夜のライヴと、スタジオで収録された曲で構成された2枚組アルバム『この世はすべてショー・ビジネス』がリリースされた。このアルバムにはバラード「セルロイドの英雄」とカリブ海をテーマにした「スーパーソニック・ロケット・シップ」が含まれ、これらはイギリスでトップ20を記録した最後の曲であった。「セルロイドの英雄」は、死んで消えていくハリウッドスター（ミッキー・ルーニーは当時まだ生きていた）に対するほろ苦い反芻であり、ナレーターは彼の人生が映画のようであることを望んでいると宣言している。「セルロイドの英雄は決して痛みを感じない...セルロイドの英雄は私の中で生き続ける。」アルバムはアメリカで好評を博し、レコードワールドで47位、ビルボードで70位に達した。本作はバンドの1970年代初頭のロック作品と、次の4年間に没頭したロックオペラとの間の移行を示している。

### 演劇スタイルの時代 (1973年-1976年)
1973年、レイ・デイヴィスはロックオペラ『プリザヴェイション』より演劇に没入した。『プリザヴェイション』は、社会革命の壮大な年代記であり、初期の『ヴィレッジ・グリーン・プリザヴェイション・ソサエティ』の理念をより野心的に発展させたものであった。プリザヴェイション・プロジェクトに伴って、キンクスの編成はホーンセクションと女性バック・コーラスを迎え入れ大所帯となり、実質的に劇団として再編成された。
この時期のレイ・デイヴィスの結婚問題はバンドに悪影響を及ぼし始めた。特に1973年6月に妻のラサが子供を連れて彼の元を去った後、レイは酷く落ち込んだ。それはキンクスがホワイトシティ・スタジアムで7月に開催するロンドン公演の準備、本番の最中の出来事であった。彼は聴衆に「すべてにうんざりしている」と言い、引退すると言った。その後、彼は薬物の過剰摂取後に倒れ、病院に運ばれた。レイが危篤状態と思われたため、最悪の場合はデイヴがフロントマンとして継続する計画が検討された。レイは自身の体調不良とうつ病から回復したが、キンクスの演劇スタイルの時代を通してバンドの活動は不安定なままであり、彼らのすでに衰退している人気はさらに低下した。ジョン・ダルトンは後に、「(レイが)再び活動を始めたとき...彼が完全に回復していたとは思わない。それ以来、彼は別人のようになった」と述べたした。

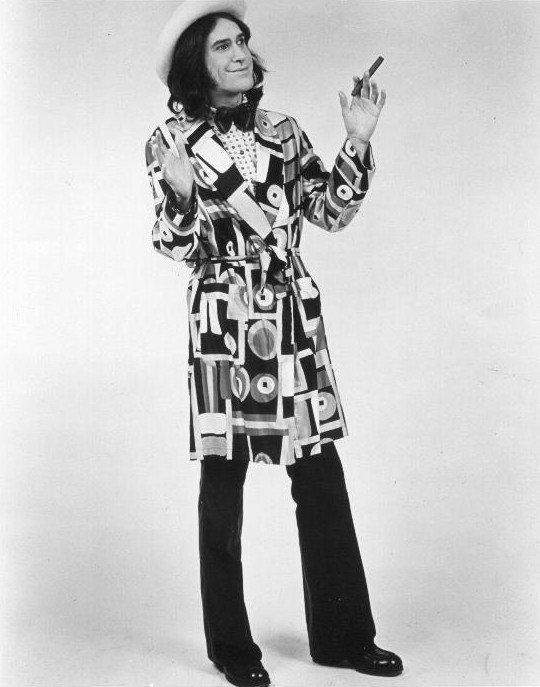
『プリザヴェイション』シリーズのアンチヒーロー、フラッシュを演じるレイ・デイヴィス

『プリザヴェイション第一幕』（1973）および『プリザヴェイション第二幕』（1974）は、一般的に評価は芳しくなかった。ストーリーにはミスター・フラッシュと呼ばれるアンチヒーローと、彼のライバルであり敵であるミスター・ブラック（公演ではデイヴ・デイヴィスが演じた）、超純粋主義者であるコーポラティストが登場した。『プリザヴェイション第二幕』はコンク・スタジオで録音された最初のアルバムであった。この時点から、事実上すべてのキンクスのスタジオアルバムは、レイの手によってコンク・スタジオで制作された。バンドは1974年後半を通してアメリカツアーを実施し、『プリザヴェイション』の物語をステージに適応させた。音楽学者のエリック・ウェイスバードは「（レイ）デイヴィスはキンクスを、おそらく十数人の衣装を着た俳優、歌手、ホーン奏者のロードグループに拡大した..レコードよりもスムーズでタイトな、『プリザヴェイション』の公演もおかしなものであった」と語った。
レイはグラナダ・テレビで『スターメイカー』と呼ばれる別の企画を開始した。これはレイが主演し、キンクスがバックアップバンドとその他の人物を演じたものである。放送後、この企画は最終的に1975年5月に発売されたコンセプトアルバム『ソープ・オペラ』となった。レイはロックスターが「普通のノーマン」と立場を交換し、9時から5時までの仕事をした場合に何が起こるかを想像した。1975年8月、キンクスは彼らの最後のコンセプトアルバム『不良少年のメロディ～愛の鞭への傾向と対策』を録音した。これは『プリザヴェイション』のミスター・フラッシュの伝記の裏話であった。このアルバムはささやかな成功となり、ビルボードチャートで最高45位を記録した。

### 商業的成功への回帰 (1977年-1985年)
RCAとの契約が終了した後、キンクスは1976年にアリスタ・レコードと契約した。アリスタの経営陣の励ましにより、彼らは5人のコアグループに戻り、アリーナロックバンドとして生まれ変わった。ジョン・ダルトンは、アリスタでのデビューアルバムのセッションを終える前にバンドを去った。彼の代わりにアンディ・パイルが加入し、セッションの完了と次のツアーに貢献した。1977年に発売された『スリープウォーカー』は、ビルボードチャートで最高21位を記録し、グループの成功への回帰を示した。同作の発売と次回作『ミスフィッツ』の録音終了後に、アンディ・パイルとキーボーディストのジョン・ゴスリングがグループを脱退、彼らは別の企画に共に取り組んだ。『ミスフィッツ』は1978年5月に発売された。収録曲の「ロックン・ロール・ファンタジー」はアメリカでトップ40のヒットとなり、アルバムをバンドにとっての別の成功に導いた。シングル「ファーザー・クリスマス」は現在でも人気の曲である。セッションドラマーのヘンリー・スピネッティのドラムとデイヴの重厚感あるギターに駆り立てられる同曲は、主流のラジオで古典的な季節のお気に入り曲となった。アルバム発表後のツアーでは、バンドは元アージェントのベーシストであるジム・ロッドフォードと元プリティ・シングスのキーボード奏者であるゴードン・エドワーズを採用した。エドワーズはすぐに録音に参加できなかったためにバンドを解雇され、1979年の『ロウ・バジェット』は4人で制作、レイがキーボードを担当した。アルバム発表後のツアーでイアン・ギボンズが起用され、その後正式メンバーとなった。メンバーの入れ替わりがあったにもかかわらず、バンドの人気は高まり続けた。
1970年代後半から、ザ・ジャム（「デヴィッド・ワッツ」）、プリテンダーズ（「ストップ・ユア・ソビング」、「アイ・ゴー・トゥ・スリープ」）、ロマンティックス（「Hung On You」）、ザ・ナック（「ハードに生きろ」）らがキンクスの曲をカバーし、グループの新作に注目を集めるのに貢献した。1978年、ヴァン・ヘイレンがキンクスのカバー「ユー・リアリー・ガット・ミー」でデビューし、アメリカでトップ40のヒットを記録、バンドの商業的復活を後押しした。（ヴァン・ヘイレンは後にキンクス初期の曲であり、デヴィッド・ボウイも1973年に『ピンナップス』で取り上げた「Where Have All the Good Times Gone」をカバーした。）1979年にリリースされた『ロウ・バジェット』のハードロック・サウンドは、同作をキンクス2枚目のゴールドアルバムとし、アメリカでオリジナルアルバム最高となるチャート11位を記録した。1980年にバンドの3枚目のライヴアルバム『ワン・フォー・ザ・ロード』が、同タイトルのビデオと共に発売されると、バンドの集客力は1983年まで最高潮に達した。デイヴ・デイヴィスはまた、バンドの改善された商業的成功を利用して、ソロアルバムを発売するという10年来の野望を実現した。1枚目は1980年の『デイヴ・デイヴィス』であり、同作のジャケットは自身の肖像で顔の部分がバーコードになっているものであった。このアルバムはカタログ番号の「AFL1-3603」としても知られる。2枚目は1981年の『グラマー』であり、これはあまり成功しなかった。
次のアルバム『ギヴ・ザ・ピープル・ホワット・ゼイ・ウォント』は1981年後半に発売され、アメリカで15位に達した。このアルバムはゴールドアルバムを獲得し、イギリスでのヒットシングル「ベター・シングス」とグループの主要なメインストリームロックのヒットである「デストロイヤー」を強調した。アルバムのプロモーションでキンクスは1981年の終わりから1982年の大半にかけて精力的にツアーを行い、オーストラリア、日本、イギリス、アメリカでは複数の公演が完売した。ツアーはカリフォルニア州サンバーナーディーノで開催されたUSフェスティバルでの205,000人の観客の前で行ったパフォーマンスで最高潮に達した。1983年の春、「カム・ダンシング」が「ウェイティング・フォー・ユー」以来のアメリカにおける最大のヒット曲となり、最高6位を記録した。またイギリスでは1972年以来のトップ20ヒットとなり、最高12位を記録した。収録アルバム『ステイト・オヴ・コンフュージョン』も同様にヒットし、アメリカでは最高12位に達したが、1967年以降のキンクスのアルバムと同様に、イギリスではチャートインできなかった。アルバムからのもう一つのシングル「思い出のダンス」は、アメリカでトップ30に入り、イギリスでは小規模なチャートにエントリーした。

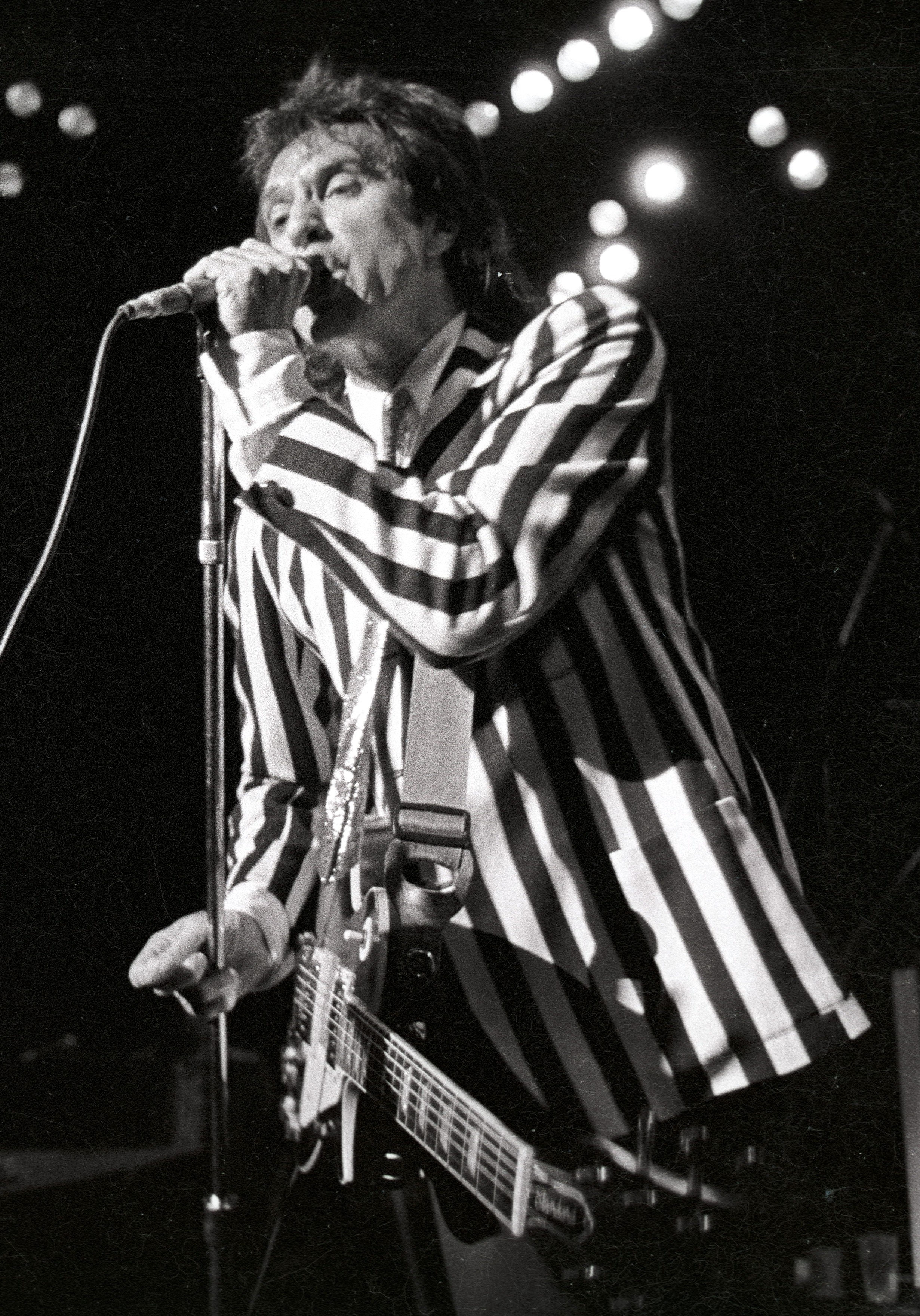
レイ・デイヴィス、グループの人気が低下し始めた1985年、ブリュッセルにて

キンクスの二度目の人気の波は『ステイト・オヴ・コンフュージョン』で絶頂に達したが、その成功は薄れ始めた。この傾向は、同時代のブリティッシュ・ロックバンド、ローリング・ストーンズやザ・フーにも影響を及ぼした。1983年の後半、レイ・デイヴィスは野心的なソロ映画プロジェクト、『リターン・トゥ・ウォータールー』の作業を開始した。これは連続殺人犯であることを空想するロンドンの通勤者についての物語である。この映画では若き頃の俳優のティム・ロスが重要な役を演じている。新しい作品を書き、監督し、作曲するというレイのコミットメントは、デイヴとの関係に緊張を引き起こした。もう一つの問題は、クリッシー・ハインドとの波乱に満ちた関係の終焉であった。デイヴ・デイヴィスとドラマーのミック・エイヴォリーの間の古い確執も再燃した。デイヴは最終的にエイヴォリーとの協力を拒否し、アージェントの元ドラマーであるボブ・ヘンリット（ジム・ロッドフォードもメンバーだった）に参加を求めた。エイヴォリーはバンドを去り、ヘンリットが加入した。まだエイヴォリーと親しかったレイは、彼にコンク・スタジオのマネジャーを依頼した。エイヴォリーはそれを受け入れ、その後のキンクスのアルバムでプロデューサーと時折ミュージシャンとして貢献した。
『リターン・トゥ・ウォータールー』の完成からエイヴォリーの脱退までの間に、バンドは1984年11月に発売された最後のアリスタでのアルバムである『ワード・オブ・マウス』の作業を開始した。本作では3曲にエイヴォリーが参加し、残りはヘンリットと、ドラムマシンを使用して録音された。本作の収録曲は、レイの『リターン・トゥ・ウォータールー』のサウンドトラックにも何曲か収録された。1曲目の「ドゥ・イット・アゲイン」は、1985年4月にシングルとして発売され、Billboard Hot100で41位を記録したが、バンドにとって最後のチャート到達となった。アルバムの発売と同時に、キンクスに関する最初の3冊の本が出版された。ジョン・サヴェージによる「The Kinks: The Official Biography」、ロック評論家のジョン・メンデルゾーン（1972年のコンピレーションアルバム『サ・キンク・クロニクルズ』を監修している。）による「The Kinks Kronikles」、ジョニー・ローガンによる「The Kinks - The Sound And The Fury」（アメリカでは「The Kinks - A Mental Institution」）である。

### 人気の低下と分裂 (1986年-1997年)
1986年の初めに、バンドはアメリカのMCAレコードおよびイギリスのロンドン・レコードと契約した。その年の後半に発売された新レーベルでの最初のアルバム、『シンク・ヴィジュアル』は中程度の成功を収め、ビルボードのアルバムチャート最高81位を記録した。バラード「ロスト・アンド・ファウンド」や「ワーキング・アット・ザ・ファクトリー」のような曲は、組立ラインに並ぶブルーカラーの生活に関するものであったが、「シンク・ヴィジュアル」はバンドが10年にわたって利益を得てきたMTVビデオへの攻撃であった。1987年にはライブアルバム『ザ・ロード』を発表したが、商業的には平凡な売り上げで、高評価は得られなかった。1989年には『UK ジャイヴ』を発表したが、商業的に失敗し、チャートは122位を記録しただけであった。MCAレコードは契約を解除し、キンクスは四半世紀ぶりにメジャーレーベルから離れた。長年在籍していたキーボード奏者のイアン・ギボンズがグループを去り、マーク・ヘイリーが加入した。
1990年、キンクスはロックの殿堂に資格を得たその年に入ることとなった。ミック・エイヴォリーとピート・クウェイフが授賞式に出席した。しかし、殿堂入りがキンクスの失速したキャリアを復活させることは無かった。MCA時代のコンピレーション、『ロスト・アンド・ファウンド (1986-1989)』が契約上の義務を果たすために1991年にリリースされ、MCAとの関係は正式に修了した。バンドはその後、コロムビア・レコードと契約し、1991年に5曲入りのEP『ディドゥ・ヤ』を発売した。本作には1968年のヒット曲「デイズ」の再演が収録されたが、チャートに到達することは無かった。
4ピースのバンドに戻ったキンクスのコロムビアでの最初のアルバム『フォビア』は1993年にリリースされた。ロイヤル・アルバート・ホールでの公演は満員となったが、マーク・ヘイリーが直前にバンドを離れたため、イアン・ギボンズが再加入して出演した。『フォビア』は、アメリカのビルボードチャートに1週間だけ留まり、最高位は166位であった。それまでにバンドにとって普通になったように、イギリスでは印象に残らなかった。シングル「オンリー・ア・ドリーム」は、イギリスではチャートにわずかに届かなかった。「スカッタード」はシングルとしての発売が予告され、テレビやラジオで宣伝が行われたが、レコード店では販売されなかった。数ヶ月後にコレクター市場に少数が流通した。キンクスは1994年にコロムビアとの契約が終了した。バンドは同年、イギリスで自身のコンク・レーベルから『トゥ・ザ・ボーン』を発売した。同公演を収録したアルバムは1993年と1994年の大成功を収めたイギリスツアーで一部が録音され、一部はコンク・スタジオで、少数の招待された聴衆の前で録音された。2年後、バンドはアメリカで同名の拡大版2枚組アルバムをリリースした。この2枚組アルバムはスタジオ録音の新曲「アニマル」と「トゥ・ザ・ボーン」が収められた。このほかにも、バンドの過去のヒット曲が多数含まれた。本作は好意的な評価を得たが、アメリカでもイギリスでもチャートに到達することはできなかった。
バンドのプロフィールは、主に「ブリットポップ」ブームの結果として、1990年代半ばに大幅に上昇した。多くの有名なバンドが、キンクスから大きな影響を受けたと語った。そのような称賛があったにもかかわらず、グループの商業的な可能性は低下し続けた。彼らの活動は縮小し、レイとデイヴは自らの利益を追求するようになった。それぞれが自伝を発表した。レイの「X-Ray」は1995年の初めに出版され、デイズの回想録「Kink」は1年後に出版された。キンクスは1996年半ばに最後の公演を行い、デイヴの50歳の誕生日のパーティーで最後に一緒になるために集まった。キンクスの年代史家で歴史家のダグ・ヒンマンは、次のように述べている。「イベントの象徴性は見逃せなかった。 パーティーは、ロンドン北部のフォーティス・グリーンにある子供の頃の家の向かいにある、兄弟の最初の音楽活動の場所であるクリソルド・アームズ・パブで開催された。」

### ソロ作品と表彰 (1998年-現在)

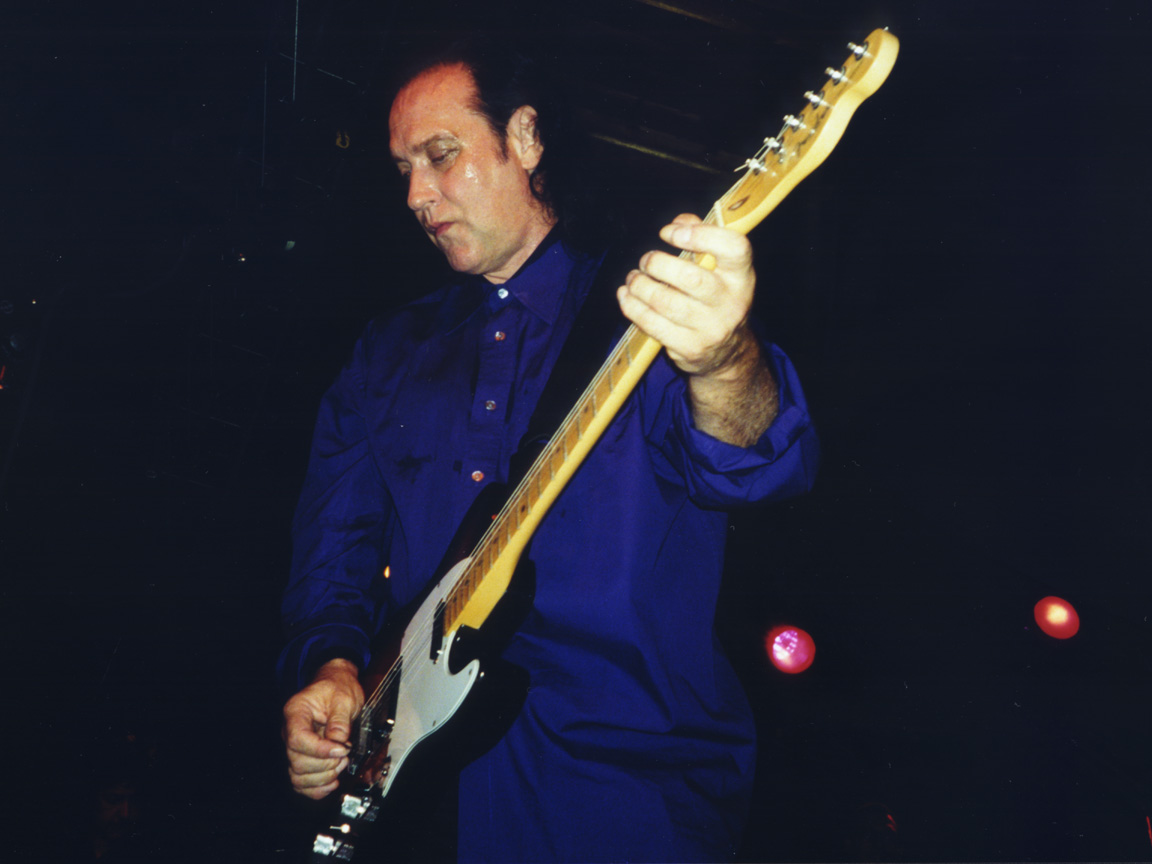
ダコタ・クリーク・ロードハウスのデイヴ・デイヴィス、2002年

その後、バンドのメンバーはソロ活動に集中し、デイヴィス兄弟は共に独自のスタジオアルバムを発売した。キンクス再開の話が広まったが（1999年に元のバンドメンバーのスタジオでの再会が中止されたことを含む）、レイもデイヴも一緒に演奏することにあまり関心を示さなかった。一方、元メンバーのゴスリング、ダルトン、エイヴォリーは1994年に再会し、ギタリスト/ヴォーカリストのデイヴ・クラークと一緒にカスト・オフ・キンクスとして活動を始めた。
レイ・デイヴィスは1998年に「X-Ray」と関連するソロアルバム『ストーリーテラー』を発売した。元々は2年前にキャバレースタイルのショーとして書かれ、彼の古いバンドと疎遠になった兄弟を祝ったものであった。レイの音楽/対話/回想形式でのプログラミングの可能性を見て、アメリカの音楽テレビネットワークVH1は、「VH1 Storytellers」というタイトルの、確立されたロックアーティストを特集した一連の同様の企画を立ち上げた。デイヴ・デイヴィスは2003年の初めにキンクスの再開について好意的に話し、グループ結成40周年が近づくと、デイヴィス兄弟は再び一緒に活動することに興味を示した。しかし、2004年6月にデイヴがエレベーターを出るときに脳卒中を起こし、一時的に話したりギターを演奏したりすることができなくなり、再結成への期待は打ち砕かれた。デイヴの回復後、キンクスは2005年11月にイギリスの音楽殿堂入りし、4人のオリジナルメンバー全員が出席した。殿堂入りはバンドのレコード販売に貢献した。2007年8月、バンドのキャリアにまたがる素材を集めた『アルティメイト・コレクション』が発売され、全英トップ100アルバムチャートで32位、全英インディアルバムチャートで1位に達した。10年以上腎臓透析を受けていたクウェイフは2010年6月23日に66歳で死去した。2018年1月20日、長年のベーシストであるジム・ロッドフォードが76歳で死去した。2019年7月にはキーボードのイアン・ギボンズが癌で死去した。

### 再結成の可能性
2018年6月、デイヴィス兄弟はエイヴォリーと一緒に新しいキンクスのスタジオアルバムに取り組んでいると語った。2019年7月、バンドは再び新しい音楽に取り組んでいると述べたが、2020年12月のニューヨーク・タイムズの取材に、レイは「デイヴとまた仕事をしたい。 彼にそのつもりがあるなら」と語った。2021年1月に発表された対談で再結成について尋ねられたとき、デイヴは「僕たちはそれについて話している。つまり、たくさんの素材があるし、それはまだ実現する可能性があるんだ」と語っている。

## 生演奏
後にキンクスとなるレイ・デイヴィス・カルテットの最初の生演奏は、1962年に彼らの通う学校であるウィリアム・グリムショーのダンスパーティーで行われた。バンドは1964年初頭にその名をキンクスに決定するが、1962年から1963年の間にいくつかの名前 - ピート・クウェイフ・バンド、ボー・ウィービルズ、ザ・ラムロッズ、ザ・レイヴンズを名乗った。レイは1963年のバレンタイン・デーのホーンジー・タウン・ホールでの演奏が、バンドが本当に誕生したときだったと述べている。
キンクスはマンフレッド・マン、ハニーカムズと共に「パッケージ」の一部として、1965年1月にオーストラリアとニュージーランドで最初のツアーを行った。彼らは1965年を通して精力的にパッケージツアーに加わり、ヤードバーズやミッキー・フィンなどのアーティストと共にツアーを行った。メンバーの間に緊張が生じ始め、5月19日にウェールズのカーディフ公演でミック・エイヴォリーとデイヴ・デイヴィスがステージ上で乱闘を行うに至った。最初の曲「ユー・リアリー・ガット・ミー」を終えた後、デイヴィスはエイヴォリーを侮辱し、ドラムセットを蹴った。エイヴォリーはハイハットスタンドでデイヴィスを殴り、彼が意識を失うと殺してしまったかと恐れて会場から逃げ出した。デイヴィスはカーディフ王立診療所に運ばれ、そこで頭を16針縫った。警察をなだめるために、エイヴォリーは後にバンドメンバーがお互いに楽器を投げつけるという新しい｢表現｣の一部であると主張した。1965年夏のアメリカツアーの後、米国音楽家連盟はステージ上での粗暴な振る舞いのために、今後4年間アメリカでの公演開催を許可しなかった。
1969年4月、レイは米国音楽家連盟によるバンドの活動禁止の終了交渉を支援し、北米ツアーの計画が許可された。しかし続く数年間、レイは結婚生活の破綻も追い打ちとなって鬱状態に陥り、ついには1973年ロンドンのホワイトシティ・スタジアムでの公演で「すべてうんざりだ」と発言するまでになった。『メロディ・メイカー』誌に掲載された公演のレビューは次のように述べている。「デイヴィスはステージで悪態をついた。 彼はホワイトシティに立ち、「すべてうんざりだ」と悪態をついた。それを聞いた人々は首を横に振った。ミックは信じられないという笑顔を浮かべ、「ウォータールー・サンセット」を演奏し続けた。」レイはバンドがステージを去るときにキンクスの解散を発表しようとしたが、この試みはバンドのマネジメントスタッフがマイクシステムのプラグを抜いたために失敗に終わった。

## 音楽性
結成当初のキンクスの音楽性は当時人気のあったR&Bとブルースであった。その後、キングスメンの「ルイ・ルイ」の影響を受けて、より大音量のロックとハードロックのサウンドを開発した。この分野への先駆的な貢献により、彼らはしばしば「オリジナル・パンクス」と呼ばれてきた。デイヴ・デイヴィスはギターの音に本当に飽きていたため、マスウェル・ヒルのラジオ部品店から小さな緑色のアンプであるエルピコを購入し、それを改良した。それにはスピーカーに配線を接続し、そこにジャックプラグを接続して、AC30（より大きなアンプ）に直接接続する必要があったが、望んだ音は得られなかった。不満を抱えたデイヴィスは片刃のジレットの剃刀を使って、スピーカーのコーンの周りを中央から端まで切り抜いた。こうして作り出された歪んだ音はAC30に接続されたこのアンプを使い初期の録音で活用された。特に「ユー・リアリー・ガット・ミー」と「オール・オブ・ザ・ナイト」で特徴的であった。
1966年以降、キンクスは他のイギリスのバンドがアメリカンブルースやR&B、ポップスタイルを支持してイギリスの伝統音楽から脱却した時期に、イギリスの音楽と文化の伝統を順守することで知られるようになった。レイ・デイヴィスは1965年にアメリカのシーンから脱却し、より内省的で知的な曲を書くことを決意した。「僕はもっと言葉を使って物事を言おうと決めた。『ウェル・リスペクテッド・マン』を書いた。それは僕が書いた最初の本物の言葉指向の歌であった。そして僕もアクセントをアメリカ化する試みを断念した。」と述べている。キンクスの自国への忠誠は、米国音楽家連盟によって課された演奏禁止によって強化された。この禁止措置により、彼らは世界最大の音楽市場であるアメリカから切り離され、イギリスとヨーロッパ本土への集中を余儀なくされた。キンクスは1960年代の残りの期間を通じてイギリススタイルのサウンドを拡張し、ハープシコード、アコースティック・ギター、メロトロン、ホーンを使用して、ミュージックホール、フォーク、バロック音楽の要素を、『フェイス・トゥ・フェイス』、『サムシング・エルス』、『ヴィレッジ・グリーン・プリザヴェイション・ソサエティ』、『アーサー、もしくは大英帝国の衰退ならびに滅亡』といったアルバムに取り入れ、この時代の最も影響力のある重要な音楽のいくつかを生み出している。
『この世はすべてショー・ビジネス』（1972）から、レイ・デイヴィスはグループのアルバムで演劇の可能性を探求し始めた。これらの題材は1973年のアルバム『プリザヴェイション第一幕』で明らかになり、『不良少年のメロディ～愛の鞭への傾向と対策』（1976）まで続いた。一方これらのコンセプト・アルバムで商業的に失敗したキンクスは、RCAとの契約を解除された。1977年に彼らはより伝統的なロックフォーマットを主張したアリスタ・レコードに移籍する。商業的成功への復帰を告げた『スリープウォーカー』（1977）は、彼らの標準となる主流の比較的洗練された制作スタイルを特徴としていた。バンドは『ロウ・バジェット』（1979）でハードロックに戻り、残りのキャリアを通じてこのジャンルで活動を続けたが、1980年代にはポップミュージックにも進出している。彼らのポップ指向の曲は『ギヴ・ザ・ピープル・ホワット・ゼイ・ウォント』から始まり、最新作まで全てのアルバムで聴くことができる。ポップなサウンドが特徴の曲には「ベター・シングス」が含まれる。

## レガシー
キンクスは、1960年代から1970年代初頭にかけて最も影響力のあるロックミュージシャンの1つと見なされている。スティーヴン・トマス・アールワインは彼らを「ブリティッシュ・インヴェイジョンの最も影響力のあるバンドの1つ」と評した。彼らはローリング・ストーン誌の「史上最高のアーティスト100人」のリストで65位にランクされた。
キンクスの影響を受けたアーティストには、ラモーンズ、ザ・クラッシュ、ブロンディやザ・ジャムといったパンクロックグループや、ヴァン・ヘイレンのようなヘビーメタルバンド、オアシス、ブラーやパルプのようなブリットポップバンドが含まれる。ザ・ヴァインズのフロントマン、クレイグ・ニコルズはキンクスについて、「偉大なソングライター、過小評価されている」と表現した。キンクスの同時代のザ・フーのギタリストであるピート・タウンゼントは、レイ・デイヴィスが「非常に、非常に、非常に最初から僕に影響を与えた、ポップ・ライティングのための新しい種類の詩と新しい種類の言語」を発明したと語っている。ジョン・サヴェージは、キンクスは「ドアーズ、ラヴ、ジェファーソン・エアプレインのような」1960年代後半のアメリカのサイケデリック・ロックグループに影響を与えたと書いている。音楽作家や他のミュージシャンは、ハードロックやヘビーメタルの発展に対するキンクスの影響を認めている。音楽学者のジョー・ハリントンは次のように述べている。「『ユー・リアリー・ガット・ミー』、『オール・オブ・ザ・ナイト』、『アイ・ニード・ユー』は、3コードのジャンル全体の前身であった...キンクスはロックンロール（ジェリー・リー・ルイス）をロックに変えるためにたくさんのことをした。」クイーンのギタリストのブライアン・メイは、「リフベースの音楽に成長した種」を植えたことでキンクスの功績を認めた。
ローリング・ストーン誌の「ローリング・ストーンの選ぶオールタイム・ベストアルバム500」には、『ヴィレッジ・グリーン・プリザヴェイション・ソサエティ』（384位）と『サムシング・エルス』（478位）の2枚がランクインしている。また、「ローリング・ストーンの選ぶオールタイム・グレイテスト・ソング500」では「ウォータールー・サンセット」（42位）と「ユー・リアリー・ガット・ミー」（80位）の2曲がランクインしている。
レイ・デイヴィスの初期の人生とキンクスの結成に基づいたミュージカル「サニー・アフタヌーン」が、2014年4月にハムステッド・シアターで上演された。タイトルはバンドの1966年のヒットシングル「サニー・アフタヌーン」に由来し、バンドのバックカタログからの曲をフィーチャーしている。
2015年に、ジュリアン・テンプルがキンクスの伝記映画「You Really Got Me」を監督すると伝えられたが、2021年の時点では、このプロジェクトから何も制作されていない。テンプルは以前、レイ・デイヴィスに関する「イマジナリー・マン」というタイトルのドキュメンタリーを制作している。

## メンバー
現メンバー
- レイ・デイヴィス - ヴォーカル、リズムギター、キーボード、ハーモニカ (1964-1996, 2018-現在)
- デイヴ・デイヴィス - リードギター、ヴォーカル、キーボード (1964-1996, 2018-現在)
- ミック・エイヴォリー - ドラムス、パーカッション (1964-1984, 2018-現在)

元メンバー
- ピート・クウェイフ - ベース、バックヴォーカル (1964-1966,[178][179] 1966-1969; 2010年死去)
- ジョン・ダルトン - ベース、バックヴォーカル (1966,[180][179] 1969-1976)[181]
- アンディ・パイル - ベース (1976-1978)
- ジム・ロッドフォード - ベース、バックヴォーカル (1978-1997; 2018年死去)
- ジョン・ゴスリング - キーボード、ピアノ、バックヴォーカル (1970-1978; 2023年死去)
- ゴードン・エドワーズ - キーボード、ピアノ、バックヴォーカル (1978-1979; 2003年死去)[182]
- イアン・ギボンズ - キーボード、ピアノ、バックヴォーカル (1979-1989, 1993-1997; 2019年死去)
- マーク・ヘイリー - キーボード、ピアノ、バックヴォーカル (1989-1993)[183]
- ボブ・ヘンリット - ドラムス、パーカッション (1984-1996)

主なアルバム参加
- ラサ・デイヴィス - backing vocals from Kinks (1964) to The Kinks Are the Village Green Preservation Society (1968)
- ボビー・グラハム - drums, percussion on select tracks from Kinks (1964) and Kinda Kinks (1965; 2009年死去)
- ニッキー・ホプキンス - keyboards, piano from The Kink Kontroversy (1965) to The Kinks Are the Village Green Preservation Society (1968) (1994年死去)
- クレム・カッティニ - drums, percussion on select tracks from The Kink Kontroversy (1965) and drum overdubs on Misfits (1978)

## ディスコグラフィ
キンクスは1964年から1996年までの30年以上にわたって活動し、24枚のスタジオアルバムと4枚のライヴアルバムをリリースした。最初の2枚のアルバムは、EP盤の人気の違い（イギリス市場は好んだが、アメリカ市場は好まなかったため、アメリカのアルバムにはEPリリースがバンドルされていた）と、一部の理由により、ヒットシングルを含むアメリカのアルバムとそうでないイギリスのアルバムのように、イギリスとアメリカでリリース形式が異なった。1965年の『キンク・コントラヴァーシー』の後、アルバムの内容はイギリスとアメリカで同一になった。世界中で100から200のコンピレーションアルバムがリリースされている。彼らのヒットシングルには、3つのイギリスナンバーワンシングルが含まれている。さらに、1960年代だけで18のトップ40シングル、また1970年代および1980年代にもトップ40シングルがある。
キンクスは、アメリカの「ビルボード」チャートで5つのトップ10シングルを獲得した。彼らのアルバムのうち9枚がトップ40にランクインした。イギリスでは、グループは17枚のトップ20シングルと5枚のトップ10アルバムがある。RIAAはキンクスの4枚のアルバムをゴールドレコードとして認定している。1965年にリリースされた『Greatest Hits!』は、1968年11月28日に1,000,000の売り上げでゴールド認定を受けた。これは、世界中でチャートインできなかった『ヴィレッジ・グリーン・プリザヴェイション・ソサエティ』のリリースから6日後のことであった。グループは1979年の『ロウ・バジェット』まで、新たなゴールドレコードを受賞することはなかった。1980年のライヴアルバム『ワン・フォー・ザ・ロード』は、1980年12月8日にゴールド認定を受けた。1981年にリリースされた『ギヴ・ザ・ピープル・ホワット・ゼイ・ウォント』は、1982年1月25日に50万枚の売り上げで認定を受けた。リリース時にはそれほどの売り上げが無かった『ヴィレッジ・グリーン・プリザヴェイション・ソサエティ』は、2018年に10万枚以上を販売したことでイギリスでゴールドディスクを授与された。ASCAPはヒットシングル「カム・ダンシング」を「1983年の最も演奏された曲の1つ」としてキンクスに賞を授与した。

### スタジオ・アルバム
- 『キンクス』 - The Kinks (1964年) ※米国では You Really Got Me
- 『カインダ・キンクス』 - Kinda Kinks (1965年)
- 『キンクダム』 - Kinkdom (1965年)
- 『キンク・コントラヴァーシー』 - The Kink Kontroversy (1965年)
- 『フェイス・トゥ・フェイス』 - Face to Face (1966年)
- 『サムシング・エルス』 - Something Else by The Kinks (1967年)
- 『ヴィレッジ・グリーン・プリザヴェイション・ソサエティ』 - The Kinks Are the Village Green Preservation Society (1968年)
- 『アーサー、もしくは大英帝国の衰退ならびに滅亡』 - Arthur (Or the Decline and Fall of the British Empire) (1969年)
- 『ローラ対パワーマン、マネーゴーラウンド組第一回戦』 - Lola versus Powerman and the Moneygoround, Part One (1970年)
- 『パーシー』 - Percy (1971年)
- 『マスウェル・ヒルビリーズ』 - Muswell Hillbillies (1971年)
- 『この世はすべてショー・ビジネス』 - Everybody's in Show-Biz (1972年)
- 『プリザヴェイション第一幕』 - Preservation: Act 1 (1973年)
- 『プリザヴェイション第二幕』 - Preservation: Act 2 (1974年)
- 『ソープ・オペラ』 - Soap Opera (1975年)
- 『不良少年のメロディ～愛の鞭への傾向と対策』 - Schoolboys in Disgrace (1976年)
- 『スリープウォーカー』 - Sleepwalker (1977年)
- 『ミスフィッツ』 - Misfits (1978年)
- 『ロウ・バジェット』 - Low Budget (1979年)
- 『ギヴ・ザ・ピープル・ホワット・ゼイ・ウォント』 - Give the People What They Want (1981年)
- 『ステイト・オヴ・コンフュージョン』 - State of Confusion (1983年)
- 『ワード・オブ・マウス』 - Word of Mouth (1984年)
- 『シンク・ヴィジュアル』 - Think Visual (1986年)
- 『UK ジャイヴ』 - UK Jive (1989年)
- 『フォビア』 - Phobia (1993年)

### ライブ・アルバム
- 『 ライヴ・アット・ケルヴィン・ホール』 - The Kinks Live At Kelvin Hall (1968.1.12)
- 『 ワン・フォー・ザ・ロード』 - One for the Road (1980年)
- 『 ザ・ロード』 - Live: The Road (1987年)
- 『トゥ・ザ・ボーン』 - To the Bone (1994年)
- 『BBCライヴ』- BBC Sessions: 1964-1977 (2001年)

## 日本公演
- 1982年
- 1993年
- 1995年